# Ville éternelle (film, 2022)
Pour les articles homonymes, voir La Ville éternelle (homonymie).
Pour plus de détails, voir Fiche technique et Distribution.
Ville éternelle est un film français réalisé par Garance Kim et sorti en 2022. 

## Synopsis
Deux anciens camarades de collège, qui s'étaient perdus de vue, se rencontrent par hasard en attendant le passage du bus.

## Fiche technique
- Titre : Ville éternelle
- Réalisation : Garance Kim
- Scénario : Martin Jauvat et Garance Kim
- Photographie : Vincent Peugnet
- Son : Émeline David
- Montage : Alexis Noël
- Pays d'origine :  France
- Durée : 20 minutes
- Date de sortie : France - 11 juin 2022 (présentation au Festival Côté court de Pantin)[1]

## Distribution
- Martin Jauvat
- Garance Kim

## Récompenses
- Prix du premier film et prix de la jeunesse au Festival Côté court de Pantin 2022[2],[3]